# ويليام جورمان
ويليام جورمان (بالإنجليزية: William Gorman)‏ هو قاضي وسياسي بريطاني (وحمل سابقاً جنسية المملكة المتحدة لبريطانيا العظمى وأيرلندا)، ولد في 15 أكتوبر 1891، وتوفي في 21 ديسمبر 1964. حزبياً، نشط في الحزب الليبرالي. في الانتخابات العامة في المملكة المتحدة 1923 ‏، انتخب عضو برلمان المملكة المتحدة الـ33 عن دائرة Royton (UK Parliament constituency) ‏ (6 ديسمبر 1923 – 9 أكتوبر 1924).